# Eria meghasaniensis
Eria meghasaniensis är en orkidéart som först beskrevs av Sarat Misra, och fick sitt nu gällande namn av Sarat Misra. Eria meghasaniensis ingår i släktet Eria och familjen orkidéer. Inga underarter finns listade i Catalogue of Life.